# Grand Prix Rakouska 1971
Grand Prix Rakouska 1971 (oficiálně IX Großer Preis von Österreich) se jela na okruhu Österreichring ve Spielbergu v Rakousku dne 15. srpna 1971. Závod byl osmým v pořadí v sezóně 1971 šampionátu Formule 1.

## Kvalifikace
| Poř. | No. | Jezdec             | Konstruktér      | Čas     | Ztráta |
| ---- | --- | ------------------ | ---------------- | ------- | ------ |
| 1    | 14  | Jo Siffert         | BRM              | 1:37.44 | —      |
| 2    | 11  | Jackie Stewart     | Tyrrell-Ford     | 1:37.65 | +0.21  |
| 3    | 12  | François Cevert    | Tyrrell-Ford     | 1:37.86 | +0.42  |
| 4    | 5   | Clay Regazzoni     | Ferrari          | 1:37.90 | +0.46  |
| 5    | 2   | Emerson Fittipaldi | Lotus-Ford       | 1:37.90 | +0.46  |
| 6    | 4   | Jacky Ickx         | Ferrari          | 1:38.27 | +0.83  |
| 7    | 8   | Tim Schenken       | Brabham-Ford     | 1:38.64 | +1.20  |
| 8    | 7   | Graham Hill        | Brabham-Ford     | 1:38.70 | +1.26  |
| 9    | 9   | Denny Hulme        | McLaren-Ford     | 1:38.80 | +1.36  |
| 10   | 3   | Reine Wisell       | Lotus-Ford       | 1:38.95 | +1.51  |
| 11   | 17  | Ronnie Peterson    | March-Ford       | 1:39.01 | +1.57  |
| 12   | 24  | Rolf Stommelen     | Surtees-Ford     | 1:39.08 | +1.64  |
| 13   | 25  | Henri Pescarolo    | March-Ford       | 1:39.09 | +1.65  |
| 14   | 15  | Howden Ganley      | BRM              | 1:39.46 | +2.02  |
| 15   | 19  | Nanni Galli        | March-Alfa Romeo | 1:39.54 | +2.10  |
| 16   | 23  | Peter Gethin       | BRM              | 1:39.67 | +2.23  |
| 17   | 16  | Helmut Marko       | BRM              | 1:39.80 | +2.36  |
| 18   | 22  | John Surtees       | Surtees-Ford     | 1:40.37 | +2.93  |
| 19   | 27  | Mike Beuttler      | March-Ford       | 1:41.46 | +4.02  |
| 20   | 28  | Jo Bonnier         | McLaren-Ford     | 1:41.66 | +4.22  |
| 21   | 26  | Niki Lauda         | March-Ford       | 1:43.68 | +6.24  |
| 22   | 10  | Jackie Oliver      | McLaren-Ford     | 1:44.22 | +6.78  |

## Závod
| Poř.   | No. | Jezdec             | Konstruktér      | Počet kol | Čas/Odstoupení | Pořadí na startu | Body |
| ------ | --- | ------------------ | ---------------- | --------- | -------------- | ---------------- | ---- |
| 1      | 14  | Jo Siffert         | BRM              | 54        | 1:30:23.91     | 1                | 9    |
| 2      | 2   | Emerson Fittipaldi | Lotus-Ford       | 54        | + 4.12         | 5                | 6    |
| 3      | 8   | Tim Schenken       | Brabham-Ford     | 54        | + 19.77        | 7                | 4    |
| 4      | 3   | Reine Wisell       | Lotus-Ford       | 54        | + 31.87        | 10               | 3    |
| 5      | 7   | Graham Hill        | Brabham-Ford     | 54        | + 48.43        | 8                | 2    |
| 6      | 25  | Henri Pescarolo    | March-Ford       | 54        | + 1:24.51      | 13               | 1    |
| 7      | 24  | Rolf Stommelen     | Surtees-Ford     | 54        | + 1:37.42      | 12               |      |
| 8      | 17  | Ronnie Peterson    | March-Ford       | 53        | +1 kolo        | 11               |      |
| 9      | 10  | Jackie Oliver      | McLaren-Ford     | 53        | +1 kolo        | 22               |      |
| 10     | 23  | Peter Gethin       | BRM              | 52        | +2 kola        | 16               |      |
| 11     | 16  | Helmut Marko       | BRM              | 52        | +2 kola        | 17               |      |
| 12     | 19  | Nanni Galli        | March-Alfa Romeo | 51        | +3 kola        | 15               |      |
| NC     | 27  | Mike Beuttler      | March-Ford       | 47        | Neklasifikován | 19               |      |
| Ret    | 12  | François Cevert    | Tyrrell-Ford     | 42        | Motor          | 3                |      |
| Ret    | 11  | Jackie Stewart     | Tyrrell-Ford     | 35        | Hřídel         | 2                |      |
| Ret    | 4   | Jacky Ickx         | Ferrari          | 31        | Motor          | 6                |      |
| Ret    | 26  | Niki Lauda         | March-Ford       | 20        | Zacházení      | 21               |      |
| Ret    | 22  | John Surtees       | Surtees-Ford     | 12        | Motor          | 18               |      |
| Ret    | 5   | Clay Regazzoni     | Ferrari          | 8         | Motor          | 4                |      |
| Ret    | 15  | Howden Ganley      | BRM              | 5         | Zapalování     | 14               |      |
| Ret    | 9   | Denny Hulme        | McLaren-Ford     | 4         | Motor          | 9                |      |
| DNS    | 28  | Jo Bonnier         | McLaren-Ford     | 0         | Únik paliva    | 20               |      |
| Zdroj: |     |                    |                  |           |                |                  |      |

## Průběžné pořadí po závodě
Pohár jezdců
|        | Pořadí | Jezdec             | Body |
| ------ | ------ | ------------------ | ---- |
|        | 1      | Jackie Stewart     | 51   |
|        | 2      | Jacky Ickx         | 19   |
|        | 3      | Ronnie Peterson    | 17   |
| 3      | 4      | Emerson Fittipaldi | 16   |
| 7      | 5      | Jo Siffert         | 13   |
| Zdroj: |        |                    |      |

Pohár konstruktérů
|        | Pořadí | Konstruktér  | Body |
| ------ | ------ | ------------ | ---- |
|        | 1      | Tyrrell-Ford | 51   |
|        | 2      | Ferrari      | 32   |
| 2      | 3      | BRM          | 21   |
|        | 4      | Lotus-Ford   | 19   |
| 2      | 5      | March-Ford   | 18   |
| Zdroj: |        |              |      |